# Йоргос Сідеріс
Йоргос Сідеріс (грец. Γιώργος Σιδέρης; 5 квітня 1938, Пірей — ) — грецький футболіст, один з найкращих бомбардирів грецького футболу 1960-х років. Вважається одним з найкращих  нападників в історії пірейського «Олімпіакоса», з яким двічі ставав чемпіоном Греції і п'ять разів вигравав Кубок країни. Грав за національну збірну Греції.

## Клубна кар'єра
У дорослому футболі дебютував 1956 року виступами за афінський «Атромітос», в якому провів три сезони.
1959 року повернувся до рідного Пірея, приєднавшись до місцевого «Олімпіакоса». Відразу ставши стабільним гравцем основного складу команди, відіграв за неї наступні одинадцять сезонів, у яких 227 разів відзначився забитими голами у 283 іграх першості країни. Двічі, в сезонах 1965/66 і 1966/67 допомагав команді виграти національну першість, ще п'ять разів завойовував у  складі «Олімпіакоса» національний Кубок. Був серед лідерів за результативністю не лишу у команді, але й у грецькому чемпіонаті загалом, тричі ставши найкращим бомбардиром змагання. При цьому в сезоні 1968/69 йому вдалося забити у ворота суперників по Альфа Етнікі 35 м'ячів, тобто лише одним голом менше ніж у болгарина Петара Жекова, тогорічного володаря Золотого бутса УЄФА найкращому голеодору європейських національних чемпіонатів.
За рік після чого цього особистого досягнення, у 1970, Сідеріс перейшов до бельгійського «Антверпена». У Бельгії він відіграв один сезон, після чого повернувся до «Олімпіакоса», провівши ще дві за який, у 1972 році оголосив про завершення ігрової кар'єри.

## Виступи за збірну
1959 року дебютував в офіційних матчах у складі національної збірної Греції.
Загалом протягом одинадцятирічної кар'єри у національній команді провів у її формі 28 матчів, забивши 14 голів. Протягом 1968-1970 був її капітаном.

## Титули і досягнення

### Клубні
- Чемпіон Греції (2):

«Олімпіакос»: 1965-1966, 1966-1967
- Володар Кубка Греції (5):

«Олімпіакос»: 1959-1960, 1960-1961, 1962-1963, 1964-1965, 1967-1968

### Особисті
- Найкращий бомбардир чемпіонату Греції (3):

«Олімпіакос»: 1964-1965 (24 голи), 1966-1967 (24 голи), 1966-1989 (35 голів)